# میرعباس آریا
میرعباس آریا (حدود ۱۲۷۰ کاشان - حدود ۱۳۲۵ تهران) سرمایه دار و مدیر اقتصادی دوران پهلوی و موسس شرکت اتوبوسرانی لوان تور است.
پدرش سید علی خان از بزرگان کاشان بود. مادرش نیره خانم دختر فضل‌اللَّه خان غفاری از نوادگان نوابه خانم دختر شاپور میرزا پسر فتحعلی‌شاه قاجار بود. میرعباس پس از تحصیلات مقدماتی و متوسطه در وزارت فوائد عامه و تجارت استخدام شد و به‌تدریج ترقی کرد. در سال ۱۳۰۸ که سرتیپ حبیب‌الله خان شیبانی از وزارت فوائد عامه کناره‌گیری کرد و برای خواباندن شورش عشایر فارس به شیراز رفت، عباس آریا را نیز با خود به این مأموریت جنگی برد و پس از سفر از رضا شاه برای او تقاضای نشان و ترفیع کرد.
حاج مخبرالسلطنه هدایت رئیس‌الوزرای وقت در کتاب خاطرات و خطرات می‌نویسد: 

«روز اول مرداد هم فارس و هم اصفهان آرام گرفته بود. شاه به هیئت دولت تشریف آوردند در حالی که دست آریا در دستشان بود فرمودند این در قضایای فارس خدمت کرده است یک درجه بر رتبه او افزوده شود. مطابق قانون جاری مجال نداشت. به مجلس پیشنهاد شد و یک رتبه‌ای درباره او به تصویب رسید. از رتبه هفت به هشت ارتقاء یافت». 

پس از مراجعت از شیراز، مدیرکل وزارت فوائد عامه شد ولی پس از چندی از شکم آن وزارتخانه، دو وزارتخانه طرق و شوارع و اقتصاد ملی درآمد و او مدیرکل طرق و شوارع شد. در هفدهم فروردین ۱۳۱۴ علی منصور وزیر طرق، میرعباس آریا را به عنوان معاون خود به مجلس معرفی کرد و هر دو تا دی آن سال بعد در مقام خویش مستقر بودند تا اینکه ابتدا منصور و سپس آریا به اتهام اخذ رشوه دستگیر و زندانی شدند. 
آریا قریب یکسال در زندان شهربانی بود. دکتر متین دفتری در خاطرات خود در این باره چنین نوشته است: 

«در مهرماه ۱۳۱۵ که از اروپا احضار و به مقام وزارت دادگستری منصوب شدم، اولین گزارشی که مرحوم جوادی دادستان دیوان کیفر به من داد، این بود که چند ماه قبل مأمورین شهربانی عباس آریا معاون وزارت راه را از پشت میزش جلب کرده‌اند و بدون دلیل در توقیف است. اتهام او ظاهراً این بود که از یک مقاطعه‌کاری رشوه خواسته بوده است و شهربانی نسبت به اتهام او پافشاری و تعصب داشت. پرونده او را خواستم، تحت نظر گرفتم و تمام معلوماتی که در فن کشف جرم داشتم به کار بستم. همه تحقیقات به نفع آریا تمام شد. عاقبت دستور دادم بین متهم و مفتری مواجهه بدهند. مفتری همین که مرحوم آریا را دید در حضور نماینده دیوان کیفر زار زار گریست و زبانش بسته شد. با این حال شهربانی دست بردار نبود تا اینکه خودم بی‌گناهی آریا را به عرض شاه رساندم و او را آزاد کردم». 

آریا پس از رهایی از زندان از کار دولتی کناره‌گیری کرد و به شغل آزاد پرداخت. در میدان فردوسی مؤسسه مسافربری لوان تور را تأسیس و مقاطعه‌کاری پیشه کرد. به‌تدریج سرمایه اش افزایش یافت و ظرف چند سال وضع مالی خوبی پیدا کرد. آریا هنگامی که تقی‌زاده مدت کوتاهی وزیر طرق بود، با او نزدیک شد. تقی‌زاده اعتقاد خاصی به وی پیدا کرد و همیشه به کار آزاد تشویقش می‌کرد زیرا تشخیص داده بود مرد هنرمندی است و در کار آزاد صاحب ثروت کلانی خواهد شد. 
همان‌طوری که تقی‌زاده پیش‌بینی کرده بود، آریا ثروت زیادی به دست آورد. پس از پایان جنگ جهانی دوم، آریا در صدد برآمد خانه‌ای برای تقی‌زاده خریداری کند ولی او زیر بار نرفت و از آریا خواست تا خانه را برای علامه قزوینی خریداری کند. آریا نیز امر تقی‌زاده را پذیرفت و خانه‌ای برای علامه قزوینی خریداری کرد. 
پس از مرگ آریا، همسر و فرزندانش از ایران خارج و در آمریکا ساکن شدند. 